# Carnegie Investment Bank
Carnegie Investment Bank AB er en svensk investeringsbank med hovedkvarter i Stockholm. Carnegie driver forretning indenfor aktiemarked, virksomhedsfinansiering og private banking. De har Norden som sit primære forretningsområde.